# Grünau (Großolbersdorf)
Grünau ist ein Ortsteil der sächsischen Gemeinde Großolbersdorf im Erzgebirgskreis.

## Geografie

### Lage
Grünau liegt auf der Höhe zwischen Hopfgarten und Großolbersdorf oberhalb des Zschopautales und grenzt unmittelbar an das südwestliche Ortsende Großolbersdorfs. Einzelne Wohnplätze liegen unmittelbar an der Gemarkungsgrenze zu Großolbersdorf. Durch den Ort führt die Gemeindestraße von Großolbersdorf nach Hopfgarten.

### Nachbarorte
| Scharfenstein |                                             | Großolbersdorf |
| Hopfgarten    | Kompassrose, die auf Nachbargemeinden zeigt |                |
| Floßplatz     | Warmbad                                     | Hilmersdorf    |

## Geschichte
Die Entwicklung des Ortes beruht vor allem auf dem dort befindlichen, der Burg Scharfenstein zugehörigen Rittergut.
Die erste urkundliche Erwähnung als die Grune datiert vom 8. April 1386. Markgraf Wilhelm I. von Meißen wies der Witwe Anargs von Waldenburg die Herrschaft Scharfenstein mit dazugehörigen Dörfern, darunter Grünau, als Witwensitz zu.
August Schumann nennt 1816 im Staatslexikon für Grünau: „Nicht fern davon liegt das Grünauer Vorwerk, und oberhalb des Dorfes eine Mühle. Es hat 30 erwachsene Einwohner mit 10 Kühen“.
1874 kamen Grünau und Hopfgarten zur neugebildeten Amtshauptmannschaft Marienberg. Alle schulpflichtigen Kinder wurden fortan in der neugebauten Schule in Hopfgarten unterrichtet.
1907/08 wurde der 1888 verbreiterte Weg nach Großolbersdorf zur Straße ausgebaut. 1910 wurde Grünau ein Ortsteil von Hopfgarten.
1931 wurde der Gesamtbesitz des Grafen Kurt Haubold Alexander von Einsiedel zwangsversteigert. Fabrikbesitzer Fritz Eulitz aus Grünau bei Langenweißbach erwarb Burg Scharfenstein mit den dazugehörigen Vorwerken Grünau und Weida. 1938 erwarb Friedrich Sarfert aus Bockwa das Vorwerk Grünau, 1941 brannte es teilweise nieder. Durch die Bodenreform wurde das Gut Grünau (ehemals Vorwerk des Rittergutes Scharfenstein) 1946 enteignet. Auf den Flächen des Vorwerkes wurden Neubauernstellen eingerichtet.
1994 schloss sich die Gemeinde Hopfgarten mit dem Ortsteil Grünau dem Verwaltungsverband Grüner Grund an und schied zum 1. Oktober 1998 durch die Eingemeindung nach Großolbersdorf wieder aus selbigem aus.

## Entwicklung der Einwohnerzahl
| Jahr | Einwohnerzahl                         |
| ---- | ------------------------------------- |
| 1551 | 6 besessene Mann, 5 Inwohner          |
| 1764 | 3 besessene Mann, 2 Häusler, 3½ Hufen |
| 1834 | 48                                    |
| 1871 | 74                                    |
| 1890 | 71                                    |